# Arna, Bergen

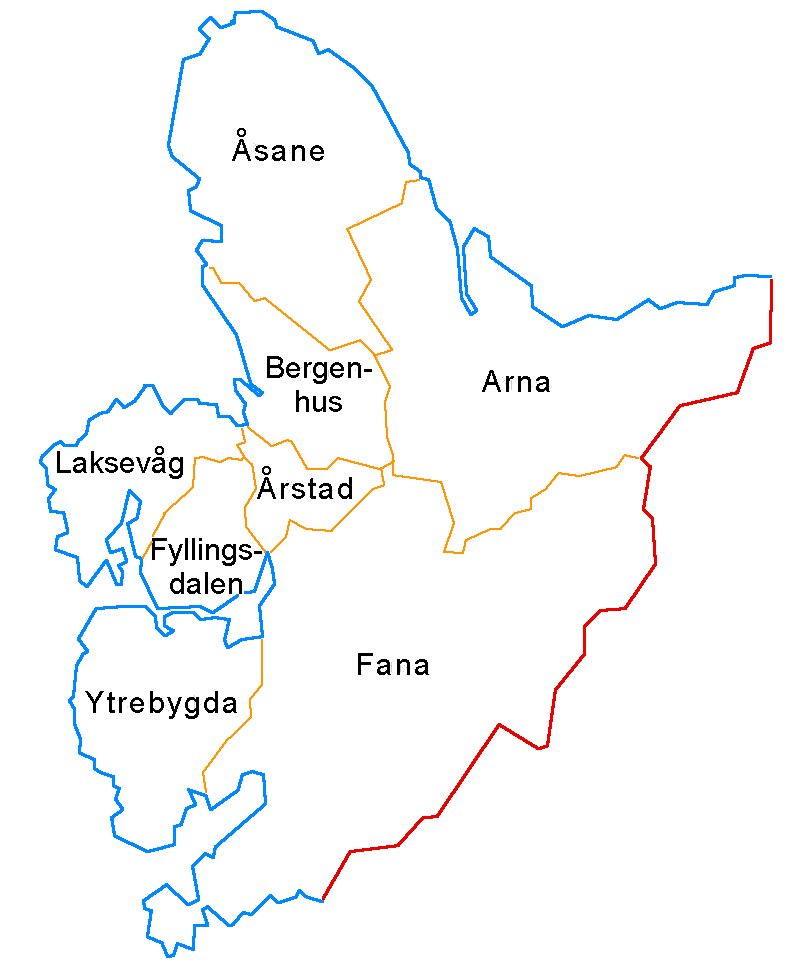
Karta över Bergens stadsdelar.

Arna är sedan 1972 en administrativ stadsdel (norska: bydel) i Bergens kommun i Vestland fylke i västra Norge. Den motsvarar den tidigare kommunen Arna och omfattar bland annat tätorterna Arna och Espeland.